# Gagadama
Gagadama est une localité du Cameroun située dans le département du Mayo-Sava et la Région de l'Extrême-Nord, à la frontière avec le Nigeria. Elle fait partie de la commune de Mora. 

## Population
En 1966-1967, la localité comptait 199 habitants, des Mora.
Lors du recensement de 2005, on y a dénombré 620 personnes.